# Iwan Kachanow
Iwan Siemionowicz Kachanow (cyr. Иван Семёнович Каханов; ur. 3 lipca?/15 lipca 1825 w Kałudze, zm. 25 lutego 1909 w Paryżu) – pierwszy gubernator guberni piotrkowskiej od 1 stycznia 1867 do 16 lutego 1884, później generał-gubernator wileński, kowieński i grodzieński. Od 1890 r. generał artylerii.

## Życiorys
Syn Siemiona Wasiljewicza Kachanowa (16 stycznia 1787 – 14 kwietnia 1857) gruzińskiego i gruzińsko-imertyńskiego gubernatora cywilnego i Jelizawiety Szarlotty Christoforownej Karsten (3 listopada 1791 – 26 września 1856 r.).
W dniu 19 stycznia 1840 r. wstąpił do Szkoły Artylerii z klasami oficerskimi, 19 marca 1841 r. został junkrem, zaś 10 sierpnia 1842 r. – portupiej-junkier. Po ukończeniu Szkoły Artyleryjskiej (24 lipca 1846 r.) wcielony do 1 Brygady Artylerii Lejb-gwardii. W dniu 26 lipca 1846 r. oddelegowany do baterii wielkiego ks. Michaiła Pawłowicza, zaś 17 stycznia 1847 r. ponownie przeniesiony do 1 Brygady Artylerii Lejb-gwardii, a 22 stycznia przeniesiony na etat do 1 Baterii tejże brygady. W dniu 21 kwietnia 1848 r. przeniesiony do 2 Baterii tejże Brygady. W dniu 29 kwietnia 1849 r. przeniesiony powrotem do 1 Baterii.
Od 30 maja do 27 października 1849 r. wziął udział w tłumieniu powstania na Węgrzech 1848-1849. Po wyprawie, w dniu 6 listopada 1849 r. mianowany p.o. adiutanta 1 Brygady Artylerii Lejb-gwardii. W dniu 14 stycznia 1850 r. zatwierdzony na stanowisku adiutanta i przeniesiony na etat baterii wielkiego księcia Michaiła Pałwowicza. W dniu 23 lutego 1855 r. oddelegowany do wzięcia udziału w uroczystościach pogrzebowych cara Mikołaja I. W dniu 24 października Kachanow został oddelegowany do dowodzącego działem zewnętrznym 1. Brygady Artylerii Lejb-gwardii. Awansował w dniu 21 stycznia 1856 r. na stanowisko dowodzącego działem zewnętrznym 5. Baterii Artylerii Lekkiej. Ponownie włączony w dniu 21 lutego 1857 r. do etatu baterii artylerii wielkiego księcia Michaiła Pawłowicza. Wkrótce został oddelegowany w celu dowodzenia baterią Michajłowskiej Szkoły Artylerii (9 maja 1857 r.), następnie mianowany dowodzącym baterią (5 czerwca 1857 r.) i zatwierdzony na to stanowisko (31 października 1858 r.). Po sześciu latach, w dniu 23 stycznia 1864 r. został dowódcą 3. Gwardyjskiej i Grenadierskiej Brygady Artylerii, zaś w dniach 9 lutego–1 maja 1864 r. wziął udział w walkach z powstańcami styczniowymi.
7 grudnia 1866 r. oddelegowany do dyspozycji głównego dyrektora Komisji Rządowej Spraw Wewnętrznych i Duchownych Królestwa Polskiego w celu objęcia stanowiska gubernatora piotrkowskiego. Objął je 1 stycznia 1867 r. (s. styl). W dniu 14 stycznia 1884 r. mianowany pomocnikiem generał gubernatora wileńskiego, kowieńskiego i grodzieńskiego ds. cywilnych. W dniu 6 września 1894 r. mianowany generał-gubernatorem wileńskim, kowieńskim i grodzieńskim. Od 1 stycznia 1883 r. członek Rady Państwa.

## Awanse
- 10 sierpnia 1844 – chorąży
- 16 lipca 1845 – podporucznik za sukcesy w nauce
- 17 stycznia 1847 – chorąży gwardii
- 11 kwietnia 1848 – podporucznik gwardii
- 6 grudnia 1849 – porucznik gwardii
- 6 grudnia 1853 – sztabs-kapitan gwardii
- 27 marca 1855 – kapitan gwardii
- 25 grudnia 1858 – pułkownik gwardii
- 30 sierpnia 1865 – generał major
- 30 sierpnia 1876 – generał lejtnant
- 30 sierpnia 1890 – generał artylerii

## Odznaczenia
- Order Świętego Aleksandra Newskiego
- Order Orła Białego
- Order Świętego Włodzimierza wszystkich czterech klas
- Order Świętej Anny I, II i III klasy
- Order Świętego Stanisława I i II klasy
- medal brązowy dla upamiętnienia wojny 1853–1856 (1856 r.)
- austriacki Krzyż Wielki Order Franciszka Józefa
- pruski Order Królewski Korony II klasy z Gwiazdą
- czarnogórski Order Daniły I I klasy